# 德国国家人民党
德国国家人民党（德語：Deutschnationale Volkspartei，簡寫DNVP），魏玛共和国时期的保守右派政党。在国家社会主义德国工人党兴起之前，它是魏玛德国主要的保守主义和民族主义政党。它是民族主义者、君主主义者和反猶主義者的联盟，并得到泛德联盟的支持。

## 起源
1918年，德国在第一次世界大战中战败，十一月革命推翻了君主制。该党由德国保守党的残余，自由保守党，德国祖国党和国家自由党的右翼分子组建。

## 立场
该党强烈反对魏玛宪法和凡尔赛条约，目标是恢复君主制，废除强制性的和平条约，重新获得所有失去的领土和殖民地。

## 与纳粹合流
1929年后，国家人民党与纳粹党合作，1931年在一些州组建联合政府，支持希特勒在1933年1月被任命为总理。起初，国家人民党在希特勒政府中有很多部长，但很快就失去了影响力，最终在1933年6月併入纳粹党，让位于纳粹的一党专政。

## 选举结果
- 采用比例代表制
- 20岁以上的国民才拥有选举权

| 选举日        | 得票        | 得票率 | 席位数 (总席为数) | 排名  |
| ------------- | ----------- | ------ | ----------------- | ----- |
| 1919年1月19日 | 3,121,479票 | 10.27% | 44席位 (421席位)  | 第4党 |
| 1920年6月6日  | 4,249,100票 | 15.07% | 71席位 (459席位)  | 第3党 |
| 1924年5月4日  | 5,696,475票 | 19.45% | 95席位 (472席位)  | 第2党 |
| 1924年12月7日 | 6,205,802票 | 20.49% | 103席位 (493席位) | 第2党 |
| 1928年5月20日 | 4,381,563票 | 14.25% | 73席位 (491席位)  | 第2党 |
| 1930年9月14日 | 2,457,686票 | 7.03%  | 41席位 (577席位)  | 第5党 |
| 1932年7月31日 | 2,178,024票 | 5.91%  | 37席位 (608席位)  | 第5党 |
| 1932年11月6日 | 2,959,053票 | 8.34%  | 51席位 (584席位)  | 第5党 |
| 1933年3月5日  | 3,136,760票 | 7.97%  | 52席位 (647席位)  | 第5党 |

## 历届主席
- 1918–1924 奧斯卡·赫格特（德语：Oskar Hergt）（1869.10.22–1967.5.9）
- 1924-1926 約翰·弗里德里希·溫克勒（德语：Johann Friedrich Winckler）（1856.11.28-1943.11.16）
- 1926–1928 庫諾·馮·韋斯塔普（德语：Kuno von Westarp）（1864.8.12–1945.7.30）
- 1928–1933 阿尔弗雷德·胡根贝格（1865.6.19 - 1951.3.12）